# Hypercompe amulaensis
Hypercompe amulaensis là một loài bướm đêm thuộc phân họ Arctiinae, họ Erebidae.